# Mesoscincus altamirani
Mesoscincus altamirani är en ödleart som beskrevs av  Dugès 1891. Mesoscincus altamirani ingår i släktet Mesoscincus och familjen skinkar. IUCN kategoriserar arten globalt som otillräckligt studerad. Inga underarter finns listade i Catalogue of Life.